# The Golden Chance
The Golden Chance er en amerikansk stumfilm fra 1915 af Cecil B. DeMille.

## Medvirkende
- Cleo Ridgely som Mary Denby.
- Wallace Reid som Roger Manning.
- Horace B. Carpenter som Steve Denby.
- Ernest Joy som Mr. Hillary.
- Edythe Chapman som Mrs. Hillary.